# Фернанду I
 Фернанду I (порт. Fernando I de Portugal; 31 октября 1345, Сантарен, Сантарен — 22 октября 1383, Лиссабон) — девятый король Португалии с 1367 года. Единственный выживший законный сын короля Педру I и его первой супруги Констансы Кастильской, принцессы Вильены, леди Эскалоны и герцогини Пеньяфьель. Получил прозвания: Прекрасный (порт. O Formoso, за физическую красоту, зафиксированную многими источниками), Неразумный (порт. O Inconsciente ) или Непостоянный (порт. O Inconstante , за непродуманную внешнюю политику, приведщую к трём войнам с соседней Кастилией). Последний представитель старшей ветви Бургундской династии.

## Правление
Начало правления Фернанду было омрачено неудачами во внешней политике. После гибели в 1369 году короля Кастилии Педро I Жестокого, не оставившего законных наследников, Фернанду объявил себя наследником трона, так как по линии своей матери приходился праправнуком королю Фернандо III. Претензии португальского короля поддержали несколько крупных городов и часть феодальной знати Галисии, он заключил союз с другим претендентом — английским принцем крови Джоном Гонтом, герцогом Ланкастером, женатом на дочери убитого короля Педро, и королём Наварры Карлом II Злым. Согласно союзному плану англичанин получал кастильский трон, король Наварры кастильские области Гипускоа и Алава, португальцы Галисию. 
Планы союзников нарушил Энрике Трастамара, бастард Кастильский, внебрачный сын короля Альфонса XI, брат Педро I. Энергичный Энрике, коронованный кастильской короной ещё в 1366 году восставшими баронами, выиграл Первую войну за Кастильское наследство 1369—1371 годов без больших проблем. Португальцы предприняли две неудачные военные кампании на кастильских границах, а в 1371 году Энрике прибег к посредничеству папы Григория XI, потребовавшего прекращения войны между христианскими государями. Согласно условиям мира Фернанду признал Энрике II правителем Кастилии и объявил о скреплении союза помолвкой с его дочерью Элеонорой. 
Решение короля Фернанду в 1372 году расторгнуть помолвку с кастильской принцессой и его женитьба на Леонор Теллеш вызвало эскалацию конфликта, вылившегося во Вторую войну за Кастильское наследство (1373 год). Фернанду возобновил военные союзы 1369 года, но реакция Энрике была молниеносной. Стеснённый кастильской армией Карл Злой пообещал вывести гарнизоны из занятых им крепостей и закрыть свою территорию для прохода английских войск, получив в награду за мир руку отвергнутой Фернанду принцессы Элеоноры для своего старшего сына. Без поддержки англичан Фернанду был разбит, кастильцы вторглись в Португалию и осадили Лиссабон. Военные неудачи и внутренняя оппозиция дворян, не желавших видеть на троне разведённую женщину, заставили Фернанду подписать унизительный мир.

## Семья
Фернанду, пленённый красотой жены португальского дворянина Лорензо де Куньи Леоноры Теллеш де Менезеш, выхлопотал ей развод и сам тайно женился на ней 5 мая 1372 года в монастыре (порт. Leça do Balio) недалеко от Матозиньюш (в результате, согласно красивой легенде, высланный в Кастилию де Куньи добавил к своему родовому гербу золочённые рога).
Особенностью этого брака являлось то, что женившись на Леоноре Теллеш, Фернанду отказался от брака с кастильской принцессой Элеонорой (дочерью короля Энрике II), что повлияло на напряжённость отношений с Кастилией и на заключённый незадолго до этого военный альянс. Возможно именно поэтому, несмотря на то, что новая королева была очень умна, старалась привлечь к себе народ лаской и щедростью, большинство португальцев всегда относилось к ней с неприязнью. Не исключено, что причина этой неприязни подданных была в другом; в начале XX века русский историк Пётр Конский на страницах Энциклопедического словаря Брокгауза и Ефрона написал про супругу Фернанду I следующее: 

«Избалованная пустая кокетка, Элеонора, сделавшись королевой, вела развратный образ жизни»
Впрочем, согласно «ЭСБЕ», подданные не жаловали любовью и самого короля: 

«Изнеженный и вероломный, Фернанду не пользовался народным расположением».
От брака родилась единственная дочь Беатриса, которую позднее Фернанду I выдал замуж за кастильского короля, чтобы наладить отношения с Кастилией, отчасти испорченные им самим.
Так как после своей смерти Фернанду не оставил наследников, на нём прервалась прямая ветвь Бургундской династии. После его смерти началось португальское междуцарствие.

## Дети
От Леонор Теллеш де Менезеш:
- Беатрис (1373-после 1412), королева Кастилии, жена Хуана I Кастильского;
- Педру (1375—1380);
- Афонсу (19—23 июля 1382)

От своей сводной сестры Беатрис:
- Изабелла (1364—1435), дама де Визеу, графиня Норения.